# Monreale Chardonnay
Monreale Chardonnay è un vino a DOC la cui produzione è regolamentata con D.M. 2 novembre 2000, in materia di "Riconoscimento dei vini a denominazione di origine controllata 'Monreale' ed approvazione del relativo disciplinare di produzione", pubblicato sulla gazzetta ufficiale del 14 novembre 2000, n. 266, prodotto nei comuni di Monreale, Piana degli Albanesi, Camporeale, San Giuseppe Jato, San Cipirello, Santa Cristina, Gela, Corleone, e Roccamena, tutti in provincia di Palermo.

## Vitigni con cui è consentito produrlo
- Chardonnay minimo 85%.
- Altri vitigni a bacca bianca raccomandati e/o autorizzati per la città metropolitana di Palermo, da soli o congiuntamente, fino ad un massimo del 15%.

## Caratteristiche organolettiche
- colore: giallo carico, più o meno intenso;
- profumo: intenso, caratteristico;
- sapore: secco, gradevole, fruttato.

## Produzione
Provincia, stagione, volume in ettolitri

## Monreale Chardonnay superiore
Il Monreale Chardonnay superiore  è un vino che presenta gli stessi parametri del Monreale Chardonnay, salvo il titolo alcolometrico volumico naturale minimo di 12,50%.
Esso deve essere inoltre affinato per almeno sei mesi (a partire dal 1º novembre dell'anno di produzione delle uve).